# Nature Biotechnology
Nature Biotechnology — щомісячний науковий журнал, видаваний Nature Portfolio з 1983 року, присвячений науковим і прикладним дослідженням в галузі біотехнології. До 1996 року носив назву Nature Bio/technology.
У 2012 році імпакт-фактор журналу становив 32,438.

## Цілі та сфера застосування
Nature Biotechnology публікує нові концепції технології/методології, що стосуються біологічних, біомедичних, сільськогосподарських та екологічних наук, а також охоплює комерційні, політичні, етичні, правові та соціальні аспекти цих досліджень.
Основні сфери, в яких спеціалізується журнал, включають: 
- молекулярна інженерія нуклеїнових кислот (див. Синтетична геноміка) і білків;
- молекулярна терапія (генотерапія, антисенсові РНК, малі інтерферуючі РНК, аптамери, дезоксирибозими, рибозими, пептиди, білки);
- великомасштабна біологія (мультиоміка, геноміка, функціональна геноміка, епігеноміка, протеоміка, структурна геноміка, метаболоміка та ін.);
- обчислювальна біологія (алгоритми та моделювання);
- регенеративна медицина (стовбурові клітини, тканинна інженерія, біоматеріали);
- технологія візуалізації; аналітична біотехнологія (сенсори/детектори аналітів/макромолекул);
- прикладна імунологія (інженерія антитіл, ксенотрансплантація, Т-клітинна терапія);
- харчова та сільськогосподарська біотехнологія;
- екологічна біотехнологія.

Повний перелік сфер інтересів наведено нижче:

### Генна інженерія
- Стратегії контролю експресії генів
- Стратегії маніпулювання генною структурою
- Стратегії стримування генів

### Масштабні підходи
- Технології для аналізу функції генів (наприклад, масиви, SAGE)
- Технології для аналізу структури/організації генів (наприклад, молекулярні маяки)
- Хемогеноміка або хімічна генетика
- Фармакогеноміка/SNP
- Обчислювальний аналіз

### Протеоміка
- Технології для аналізу/ідентифікації структури/функції білка (наприклад, 2-D гелі, мас-спектрометрія, двогібридні дріжджі, SPR, ЯМР, масиви та чіпи)
- Структурна геноміка
- Обчислювальний аналіз

### Метаболоміка
- Технології аналізу/профілювання метаболітів (хроматографія, мас-спектрометрія)
- Обчислювальний аналіз

### Обчислювальна біологія
- Біоінформатика; алгоритми; деконволюція даних
- Моделювання та системна біологія: моделі на основі кінетики та моделі на основі обмежень

### Молекулярна інженерія
- Раціональні підходи для білків/антитіл/ферментів/ліків
- Молекулярна еволюція
- Підходи молекулярної селекції

### Метаболічна інженерія
- Генетична маніпуляція цікавими видами для модифікації або дозволу виробництва комерційно чи терапевтично відповідної сполуки
- Обчислювальний аналіз

### Нові системи експресії
- Клітини ссавців
- Клітини комах
- Бактерії
- Гриби
- Клітини рослин

### Доставка генів, ліків або клітин
- Стратегії націлювання
- Вірусні та невірусні векторні стратегії (див. Генотерапія)

### Візуалізація
- Репортерні молекули
- Підходи/технології візуалізації для візуалізації цілих тварин, клітин або окремих молекул
- Обчислювальний аналіз

### Терапевтичні засоби нуклеїнових кислот
- Генна терапія (націлювання, експресія, інтеграція, імуногенність)
- Антисенс
- Малі інтерферуючі РНК
- ДНК-зими та рибозими
- Інше (наприклад, химерні олігонуклеотиди/потрійна спіраль)

### Нанобіотехнології
- Наноматеріали для використання в доставці ліків або як терапевтичні засоби
- Наноматеріали для використання в промислових біотехнологіях
- Наносенсори
- Наносистеми для зображення молекул і клітин

### Вакцини та прикладна імунологія
- Інженерія антитіл
- Т-клітинна терапія
- Терапія, що використовує вроджений імунітет (наприклад, комплемент)
- Вектори доставки антигену
- Вакцини нуклеїнових кислот
- Обчислювальний аналіз

### Регенеративна медицина
- Стовбурові клітини
- Тканинна інженерія
- Терапевтичне клонування (перенесення ядра соматичної клітини)
- Ксенотрансплантація
- Біоматеріали

### Біосенсори
- Підходи до виявлення біологічних молекул
- Використання біологічних систем для виявлення аналітів

### Аналіз системи
- Підходи до мультиплексування та збільшення пропускної здатності
- Стратегії відбору/скринінгу для генів/білків/ліків
- Мікрофлюїдика

### Біоматеріали
- Інженерні матеріали для біологічного застосування
- Молекулярний імпринтинг
- Біоміметики
- Нанотехнології

### Агробіотехнологія та трансгенні рослини
- Поліпшення врожаю (врожайність, стійкість до стресів, хвороб, шкідників)
- Нутрицевтики
- Лісова біотехнологія
- Рослинні вакцини
- Рослини як біореактори
- Стратегії стримування генів

### Сільське господарство
- Трансгенні тварини
- Нокаути (див. Нокаутна миша)
- Репродуктивне клонування
- Біофармацевтичне та ферментне виробництво
- Трансгенне націлювання та стратегії експресії

### Екологія
- Біоремедіація
- Біомайнінг
- Фіторемедіація
- Моніторинг